# Berthé Aïssata Bengaly
Berthé Aïssata Bengaly, née le 20 mai 1957 à Koutiala et morte le 31 mai 2024, est une femme politique malienne. Elle a notamment été ministre de la Promotion de la Femme, de l'Enfant et de la famille de 2002 à 2005 et ministre de l'Artisanat et du Tourisme de 2013 à 2015.

## Biographie
Berthé Aïssata Bengaly étudie à l'École normale supérieure de Bamako, obtenant une maîtrise en chimie en 1985, et à l'université Tulane, obtenant un master en nutrition en 1995. Elle est professeur de chimie au lycée Notre-Dame du Niger à Bamako de 1985 à 1986, chercheuse à l'Institut d'économie rurale de Bamako de 1990 à 1995 et chercheuse à l'Université A&M du Texas de 1996 à 2001.
Elle est ministre de la Promotion de la Femme, de l'Enfant et de la famille du 16 octobre 2002 au 20 juin 2005, et ministre de l'Artisanat et du Tourisme du 8 septembre 2013 au 10 janvier 2015.  